# パティリアイ・ツイドラキ
パティリアイ・ツイドラキ（Patiliai Tuidraki、1969年7月29日 - 2002年9月26日）は、フィジー出身の元ラグビーユニオン選手。

## プロフィール
- フィジー・ラウトカ出身[1]。
- 現役時代のポジションはウィング(WTB)。
- 息子のバティリアイ・ヴィリアメもラグビー選手[2]。
- フィジー代表通算キャップ数は6。
- 日本代表通算キャップ数は19でラグビーワールドカップ1999の日本代表に選ばれた[3]。

## 略歴
1995年、トヨタ自動車(現・トヨタヴェルブリッツ)に加入。
2002年9月26日、心臓発作で死去(享年33歳)。